# Окур, Мехмет
Мехме́т Оку́р (Окюр; тур. Mehmet Okur; родился 26 мая 1979 года в городе Ялова, Турция) — турецкий профессиональный баскетболист. Был выбран под общим 37-м номером на драфте НБА 2001 года. Чемпион НБА сезона 2003/04 в составе команды «Детройт Пистонс». Также успешно выступал за национальную сборную Турции по баскетболу, с которой доходил до финала чемпионата Европы по баскетболу 2001.

## Клубная карьера

#### Ранняя карьера
Начал карьеру в клубе «Ояк Рено» в 1997 году. Уже спустя год, в 1998-м перешел в «Тофаш». Неплохо проявил себя, и через два года перешел в один из ведущих клубов Турции, «Эфес Пилсен».

#### Детроит Пистонс
В 2001 году, был выбран на драфте НБА командой «Детройт Пистонс», и через год, в 2002-м туда перешел. Он сыграл за Пистонс два сезона с 2002-03 по 2003-04, помог Детройту выиграть Финал НБА в июне 2004. Он стал первым турецким игроком, который взял чемпионство НБА. Из-за финансовых проблем Окур покинул клуб.

#### Юта Джаз
После двух сезонов перешел в «Юта Джаз», где стал одним из лидеров команды. В своем первом сезоне (2004—2005) с «Ютой» сыграл все 82 игры, 25 в старте. Никнейм «Memo» Окур получил за второй сезон (2005—2006), набирая в среднем 18.0 очков за игру. Стал единственным игроком, сыгравшим все 82 матча. В третьем сезоне продолжал быть ключевым игроком команды.
Был включен в состав команды Западной Конференции на Матч всех звезд НБА 2007. Он и Рэй Аллен заменили травмированных Аллена Айверсона и Стива Нэша. Он стал первым турецким игроком, принявшим участие в матче всех звёзд.
12 января 2009 года набрал 43 очка в игре против «Индиана Пэйсерс».
10 июля 2009 Окур продлил контракт с клубом на два года, рассчитанный на 21 миллион долларов.
17 апреля 2010 года Окур получил травму ахиллова сухожилия в матче против «Денвер Наггетс». Травма помешала ему дальше играть в плей-офф НБА и попасть на домашний чемпионат мира по баскетболу 2010.
Вернулся после травмы 17 декабря 2010 года против «Нью-Орлеан Хорнетс».

#### Тюрк Телеком
В 2011 году, из-за локаута в НБА, вернулся на полгода в Турцию играть за «Тюрк Телеком».

#### Нью Джерси Нетс
Спустя полгода вернулся в НБА и подписал контракт с «Нью-Джерси Нетс». 15 марта 2012 года Окур вместе с Шоном Уильямсом и правом выбора в первом раунде будущего драфта был обменян в «Портленд Трэйл Блэйзерс» на Джеральда Уоллеса. 21 марта 2012 года Окур был исключён из команды. В ноябре 2012 года Окур объявил о завершении карьеры из-за травм.

## Карьера в сборной
В составе сборной Турции Окур дошел до финала чемпионата Европы по баскетболу 2001, где турки уступили Югославии. Также Окур участвовал на чемпионате мира по баскетболу 2002 и чемпионате Европы по баскетболу 2007.

## Статистика

### Статистика в НБА
| Сезон                                                                                    | Команда    | Регулярный сезон | Регулярный сезон | Регулярный сезон | Регулярный сезон | Регулярный сезон | Регулярный сезон | Регулярный сезон | Регулярный сезон | Регулярный сезон | Регулярный сезон | Регулярный сезон | Серия плей-офф | Серия плей-офф | Серия плей-офф | Серия плей-офф | Серия плей-офф | Серия плей-офф | Серия плей-офф | Серия плей-офф | Серия плей-офф | Серия плей-офф | Серия плей-офф |
| Сезон                                                                                    | Команда    | GP               | GS               | MPG              | FG%              | 3P%              | FT%              | RPG              | APG              | SPG              | BPG              | PPG              | GP             | GS             | MPG            | FG%            | 3P%            | FT%            | RPG            | APG            | SPG            | BPG            | PPG            |
| ---------------------------------------------------------------------------------------- | ---------- | ---------------- | ---------------- | ---------------- | ---------------- | ---------------- | ---------------- | ---------------- | ---------------- | ---------------- | ---------------- | ---------------- | -------------- | -------------- | -------------- | -------------- | -------------- | -------------- | -------------- | -------------- | -------------- | -------------- | -------------- |
| 2002/03                                                                                  | Детройт    | 72               | 9                | 19,0             | 42,6             | 33,9             | 73,3             | 4,7              | 1,0              | 0,3              | 0,5              | 6,9              | 17             | 0              | 19,0           | 43,8           | 53,8           | 53,1           | 4,1            | 0,8            | 0,7            | 0,7            | 5,5            |
| 2003/04                                                                                  | Детройт    | 71               | 33               | 22,3             | 46,3             | 37,5             | 77,5             | 5,9              | 1,0              | 0,5              | 0,9              | 9,6              | 22             | 0              | 11,5           | 47,0           | 40,0           | 69,2           | 2,8            | 0,4            | 0,2            | 0,4            | 3,7            |
| 2004/05                                                                                  | Юта        | 82               | 25               | 28,1             | 46,8             | 27,0             | 85,0             | 7,5              | 2,0              | 0,4              | 0,8              | 12,9             | Не участвовал  | Не участвовал  | Не участвовал  | Не участвовал  | Не участвовал  | Не участвовал  | Не участвовал  | Не участвовал  | Не участвовал  | Не участвовал  | Не участвовал  |
| 2005/06                                                                                  | Юта        | 82               | 82               | 35,9             | 46,0             | 34,2             | 78,0             | 9,1              | 2,4              | 0,5              | 0,9              | 18,0             | Не участвовал  | Не участвовал  | Не участвовал  | Не участвовал  | Не участвовал  | Не участвовал  | Не участвовал  | Не участвовал  | Не участвовал  | Не участвовал  | Не участвовал  |
| 2006/07                                                                                  | Юта        | 80               | 80               | 33,3             | 46,2             | 38,4             | 76,5             | 7,2              | 2,0              | 0,5              | 0,5              | 17,6             | 17             | 17             | 34,4           | 38,8           | 31,6           | 78,6           | 7,8            | 1,8            | 1,4            | 0,9            | 11,8           |
| 2007/08                                                                                  | Юта        | 72               | 72               | 33,2             | 44,5             | 38,8             | 80,4             | 7,7              | 2,0              | 0,8              | 0,4              | 14,5             | 12             | 12             | 38,5           | 42,3           | 37,3           | 77,3           | 11,8           | 1,9            | 0,7            | 0,7            | 15,4           |
| 2008/09                                                                                  | Юта        | 72               | 72               | 33,5             | 48,5             | 44,6             | 81,7             | 7,7              | 1,7              | 0,8              | 0,7              | 17,0             | 2              | 2              | 21,7           | 16,7           | 33,3           | 75,0           | 5,0            | 2,0            | 0,0            | 0,5            | 4,0            |
| 2009/10                                                                                  | Юта        | 73               | 73               | 29,4             | 45,8             | 38,5             | 82,0             | 7,1              | 1,6              | 0,5              | 1,1              | 13,5             | 1              | 1              | 11,0           | 100,0          | 100,0          | 100,0          | 2,0            | 0,0            | 0,0            | 0,0            | 7,0            |
| 2010/11                                                                                  | Юта        | 13               | 0                | 13,0             | 35,5             | 31,3             | 75,0             | 2,3              | 1,5              | 0,3              | 0,3              | 4,9              | Не участвовал  | Не участвовал  | Не участвовал  | Не участвовал  | Не участвовал  | Не участвовал  | Не участвовал  | Не участвовал  | Не участвовал  | Не участвовал  | Не участвовал  |
| 2011/12                                                                                  | Нью-Джерси | 17               | 14               | 26,7             | 37,4             | 31,9             | 60,0             | 4,8              | 1,8              | 0,5              | 0,3              | 7,6              | Не участвовал  | Не участвовал  | Не участвовал  | Не участвовал  | Не участвовал  | Не участвовал  | Не участвовал  | Не участвовал  | Не участвовал  | Не участвовал  | Не участвовал  |
|                                                                                          | Всего      | 634              | 460              | 29,1             | 45,8             | 37,5             | 79,7             | 7,0              | 1,7              | 0,5              | 0,7              | 13,5             | 71             | 32             | 23,6           | 41,5           | 36,2           | 71,3           | 5,9            | 1,1            | 0,7            | 0,6            | 8,1            |
| Наведите курсор мыши на аббревиатуры в заголовке таблицы, чтобы прочесть их расшифровку. |            |                  |                  |                  |                  |                  |                  |                  |                  |                  |                  |                  |                |                |                |                |                |                |                |                |                |                |                |

### Статистика в других лигах
| Сезон | Команда      | Лига             | GP | GS | MPG  | FG%  | 3P%  | FT%  | RPG | APG | SPG | BPG | PFL | TOV | PPG  |
| --- | ------------ | ---------------- | -- | -- | ---- | ---- | ---- | ---- | --- | --- | --- | --- | --- | --- | ---- |
| 2001/02 | Анадолу Эфес | Евролига         | 12 | 12 | 28,2 | 50,0 | 45,8 | 75,9 | 7,2 | 1,2 | 0,7 | 0,8 | 2,8 | 1,4 | 14,6 |
| 2011/12 | Все клубы    | Все лиги         | 11 | 11 | 31,0 | 45,8 | 42,1 | 78,0 | 8,3 | 0,9 | 0,2 | 0,5 | 2,7 | 1,6 | 14,2 |
| 2011/12 | Тюрк Телеком | Чемпионат Турции | 7  | 7  | 30,2 | 44,0 | 40,0 | 82,6 | 8,4 | 1,1 | 0,3 | 0,6 | 3,0 | 1,3 | 13,3 |
| 2011/12 | Тюрк Телеком | Кубок вызова     | 4  | 4  | 32,5 | 48,8 | 44,4 | 72,2 | 8,0 | 0,5 | 0,0 | 0,5 | 2,3 | 2,3 | 15,8 |
| Всего | Всего        | Всего            | 23 | 23 | 29,5 | 47,9 | 43,5 | 76,8 | 7,7 | 1,0 | 0,4 | 0,7 | 2,7 | 1,5 | 14,4 |
| Наведите курсор мыши на аббревиатуры в заголовке таблицы, чтобы прочесть их расшифровку Статистика приведена с сайта basketball.realgm.com |              |                  |    |    |      |      |      |      |     |     |     |     |     |     |      |

## Личная жизнь
Мать зовут Нимет. Есть две родные сестры. Его дед (отец матери): Сулейман Баштимур, борец.